# Trophée Alfredo Di Stéfano
Le Trophée Alfredo Di Stéfano est une récompense décernée par le quotidien sportif espagnol Marca lors de la cérémonie Premios MARCA, au meilleur joueur du championnat d'Espagne de football.
Le trophée porte le nom du légendaire joueur argentin Alfredo Di Stéfano.
Le prix a été créé lors de la saison 2007–2008.
L'Argentin Lionel Messi est le joueur le plus titré avec sept trophées.

## Classement par saison
| Saison      | Vainqueur                            | Deuxième                             | Troisième                            |
| ----------- | ------------------------------------ | ------------------------------------ | ------------------------------------ |
| 2007 – 2008 | Raúl (Real Madrid)                   | Sergio Agüero (Atlético Madrid)      | Iker Casillas (Real Madrid)          |
| 2008 – 2009 | Lionel Messi (FC Barcelone)          | Andrés Iniesta (FC Barcelone)        | Diego Forlán (Atlético Madrid)       |
| 2009 – 2010 | Lionel Messi (FC Barcelone)          | Cristiano Ronaldo (Real Madrid)      | Xavi (FC Barcelone)                  |
| 2010 – 2011 | Lionel Messi, (FC Barcelone)         | Cristiano Ronaldo (Real Madrid)      | Xavi (FC Barcelone)                  |
| 2011 – 2012 | Cristiano Ronaldo (Real Madrid)      | Lionel Messi (FC Barcelone)          | Andrés Iniesta (FC Barcelone)        |
| 2012 – 2013 | Cristiano Ronaldo (Real Madrid)      | Lionel Messi (FC Barcelone)          | Andrés Iniesta (FC Barcelone)        |
| 2013 – 2014 | Cristiano Ronaldo (Real Madrid)      | Diego Costa (Atlético Madrid)        | Lionel Messi (FC Barcelone)          |
| 2014 – 2015 | Lionel Messi (FC Barcelone)          | Cristiano Ronaldo (Real Madrid)      | Neymar (FC Barcelone)                |
| 2015 – 2016 | Cristiano Ronaldo (Real Madrid)      | Luis Suárez (FC Barcelone)           | Antoine Griezmann (Atlético Madrid)  |
| 2016 – 2017 | Lionel Messi (FC Barcelone)          | Lionel Messi (FC Barcelone)          | Lionel Messi (FC Barcelone)          |
| 2017 – 2018 | Lionel Messi (FC Barcelone)          | Lionel Messi (FC Barcelone)          | Lionel Messi (FC Barcelone)          |
| 2018 – 2019 | Lionel Messi (FC Barcelone)          | Lionel Messi (FC Barcelone)          | Lionel Messi (FC Barcelone)          |
| 2019 – 2020 | Karim Benzema (Real Madrid)          | Karim Benzema (Real Madrid)          | Karim Benzema (Real Madrid)          |
| 2020 – 2021 | Luis Suárez (Atlético Madrid)        | Luis Suárez (Atlético Madrid)        | Luis Suárez (Atlético Madrid)        |
| 2021 – 2022 | Karim Benzema (Real Madrid)          | Karim Benzema (Real Madrid)          | Karim Benzema (Real Madrid)          |
| 2022 – 2023 | Marc-André ter Stegen (FC Barcelone) | Marc-André ter Stegen (FC Barcelone) | Marc-André ter Stegen (FC Barcelone) |
| 2023 – 2024 | Vinícius Júnior (Real Madrid)        | Vinícius Júnior (Real Madrid)        | Vinícius Júnior (Real Madrid)        |

## Palmarès
| Joueur                | Pays      | Titres | Saisons                                                                     |
| --------------------- | --------- | ------ | --------------------------------------------------------------------------- |
| Lionel Messi          | Argentine | 7      | 2008-2009, 2009-2010, 2010-2011, 2014-2015, 2016-2017, 2017-2018, 2018-2019 |
| Cristiano Ronaldo     | Portugal  | 4      | 2011-2012, 2012-2013, 2013-2014, 2015-16                                    |
| Karim Benzema         | France    | 2      | 2019-2020, 2021-2022                                                        |
| Raúl                  | Espagne   | 1      | 2007-2008                                                                   |
| Luis Suárez           | Uruguay   | 1      | 2020-2021                                                                   |
| Marc-André ter Stegen | Allemagne | 1      | 2022-2023                                                                   |
| Vinícius Júnior       | Brésil    | 1      | 2023-2024                                                                   |